# Elisa Badenes

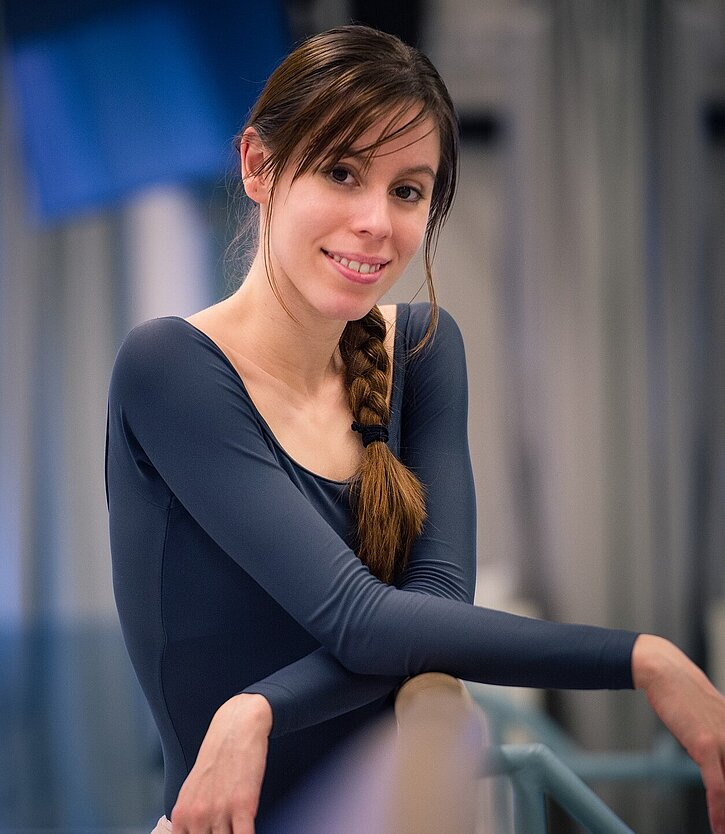
Elisa Badenes

Elisa Badenes (* 1992 in Valencia, Spanien) ist eine spanische Ballerina und Erste Solistin am Stuttgarter Ballett.

## Leben
Badenes begann  im Alter von 11 Jahren am Conservatorio Profesional de Danza in Valencia mit der Tanzausbildung. 2008 und nach ihrer Teilnahme am Wettbewerb Prix de Lausanne trainierte sie ein Jahr durch ein Stipendium an der Royal Ballet School in London.
2009 stieß Elisa Badenes schließlich zum Stuttgarter Ballett und begann dort ihre Ausbildung. Ein Jahr nach ihrem  Abschluss wurde sie Teil der offiziellen Compagnie. 2013 wurde sie Solistin. Ihre Rollen waren unter anderem Odette/Odile im Schwanensee, Aurora in Dornröschen (Ballett), Julia in Romeo und Julia (Cranko), Tatjana in Onegin (Ballett), sowie Mary Vetsera in Mayerling (Ballett). Ferner tanzte sie ebenfalls in Produktionen von Jerome Robbins, George Balanchine, Hans van Manen und William Forsythe. Kollaborationen mit Choreographen waren unter anderem Sidi Larbi Cherkaoui, Wayne McGregor und Christian Spuck. Badenes war auch Gasttänzerin am The Australian Ballet (TAB).
In der Filmbiografie Cranko von 2024 verkörperte sie die Rolle von Marcia Haydée.

## Repertoire
Badenes Repertoire besteht unter anderem aus:
- A Streetcar named Desire: Stella
- Kingdom of Shades von La Bayadère: Nikija
- Dances at a Gathering: Pink und Aprikose
- La fille mal gardée: Lise
- Giselle: Peasant-Pas de deux
- Le Grand Pas de deux
- Initials R.B.M.E.: B., Solorollen
- Krabat: Pumphutt
- La Sylphide: Effie, Pas de huit
- Lulu. A Monstre Tragedy: Lulu
- Mayerling: Baroness Mary Vetsera
- Onegin: Tatjana, Olga
- Romeo und Julia: Julia
- Schwanensee: Odette/Odile, kleiner Schwan, Pas de six
- Symphonie in C: 2. und 4.
- Die Kameliendame: Marguerite Gautier
- Dornröschen: Aurora, Fee der Weisheit
- Das Lied von der Erde
- Tchaikovsky Pas de deux

## Erstellte Rollen
- Der Feuervogel (Sidi Larbi Cherkaoui)
- A. Memory
- Almost Blue
- Big Blur
- Black Breath
- Calma Apparente
- Das Fräulein von S.
- Dark Glow
- Il Concertone
- Krabat: The Kantorka
- Limelight
- Little Monsters
- Messenger
- Naiad (Douglas Lee)
- Neurons
- PS
- Qi
- Salome: Salome
- Skinny
- Yantra

## Auszeichnungen
- 2008: Stipendium, Prix de Lausanne
- 2009: Goldmedaille, Youth America Grand Prix
- 2011: Publikumspreis, Erik Bruhn Preis
- 2015: Deutscher Tanzpreis „Zukunft“[5]
- 2023: Tänzerin des Jahres, Fachzeitschrift Dance Europe[6]